# Кухельміс
Кухельміс (нім. Kuchelmiß) — громада в Німеччині, розташована в землі Мекленбург-Передня Померанія. Входить до складу району Росток. Складова частина об'єднання громад Краков-ам-Зе.
Площа — 37,46 км2. Населення становить 616 ос. (станом на 31 грудня 2020).

## Галерея

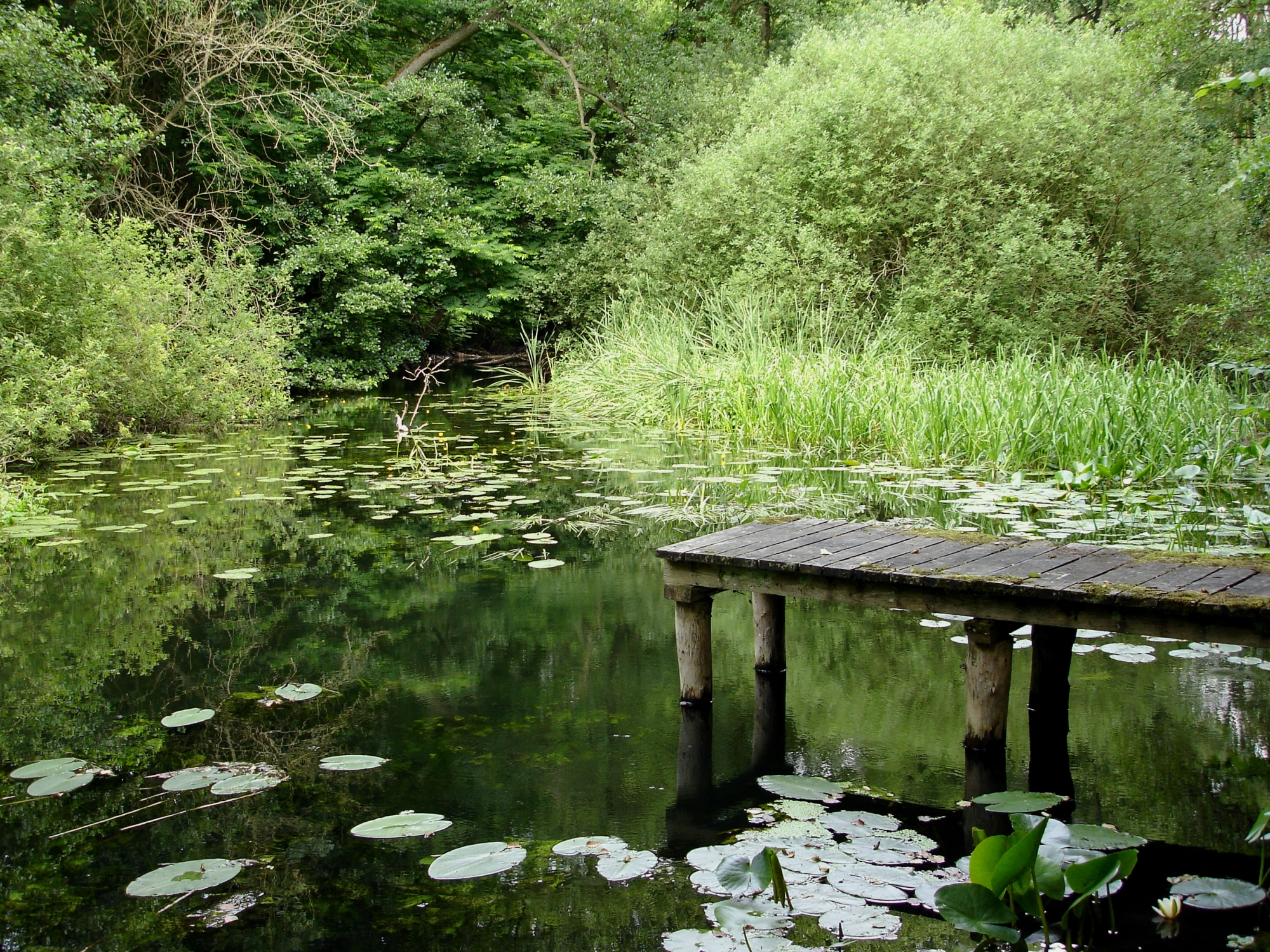
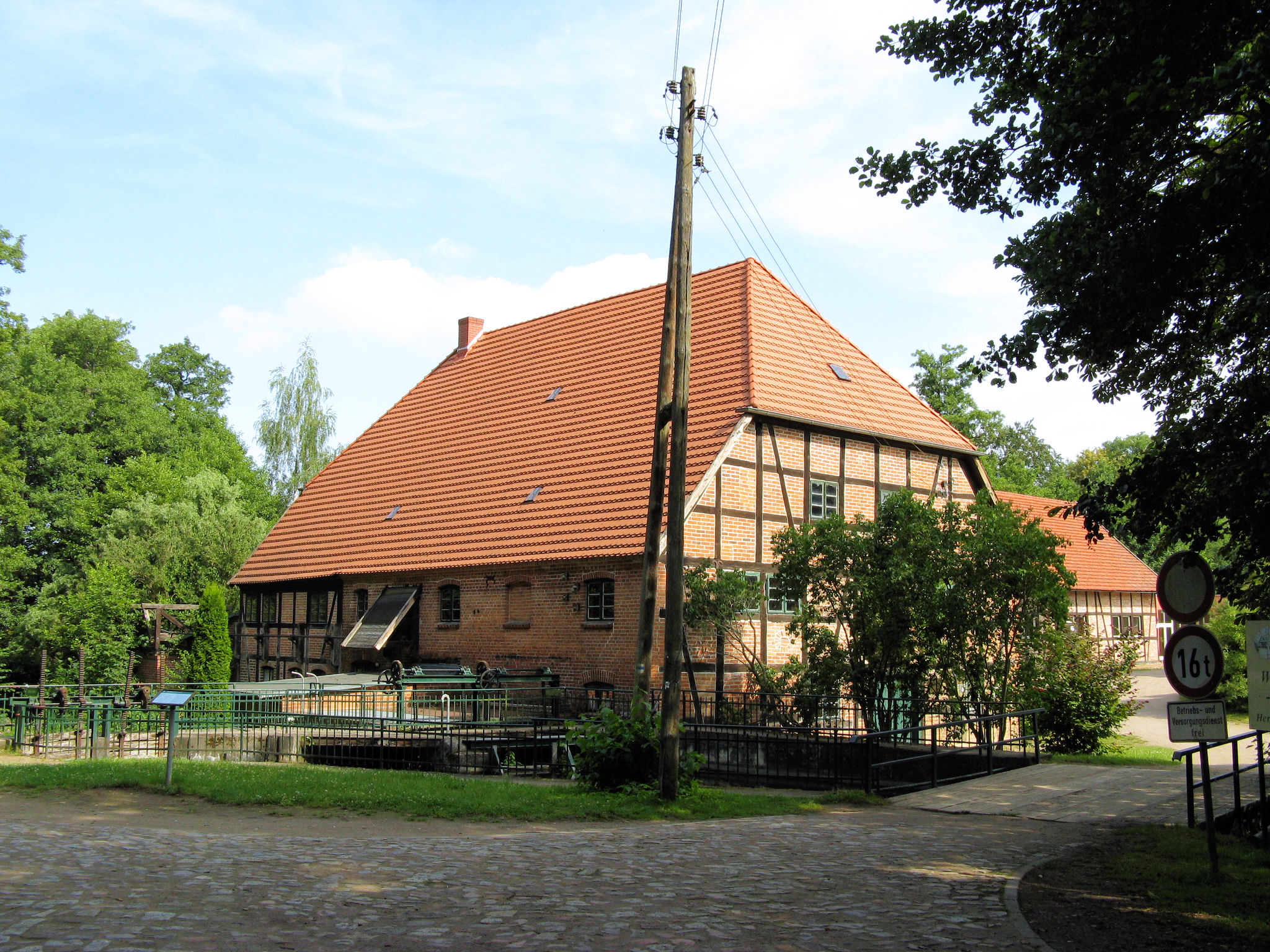
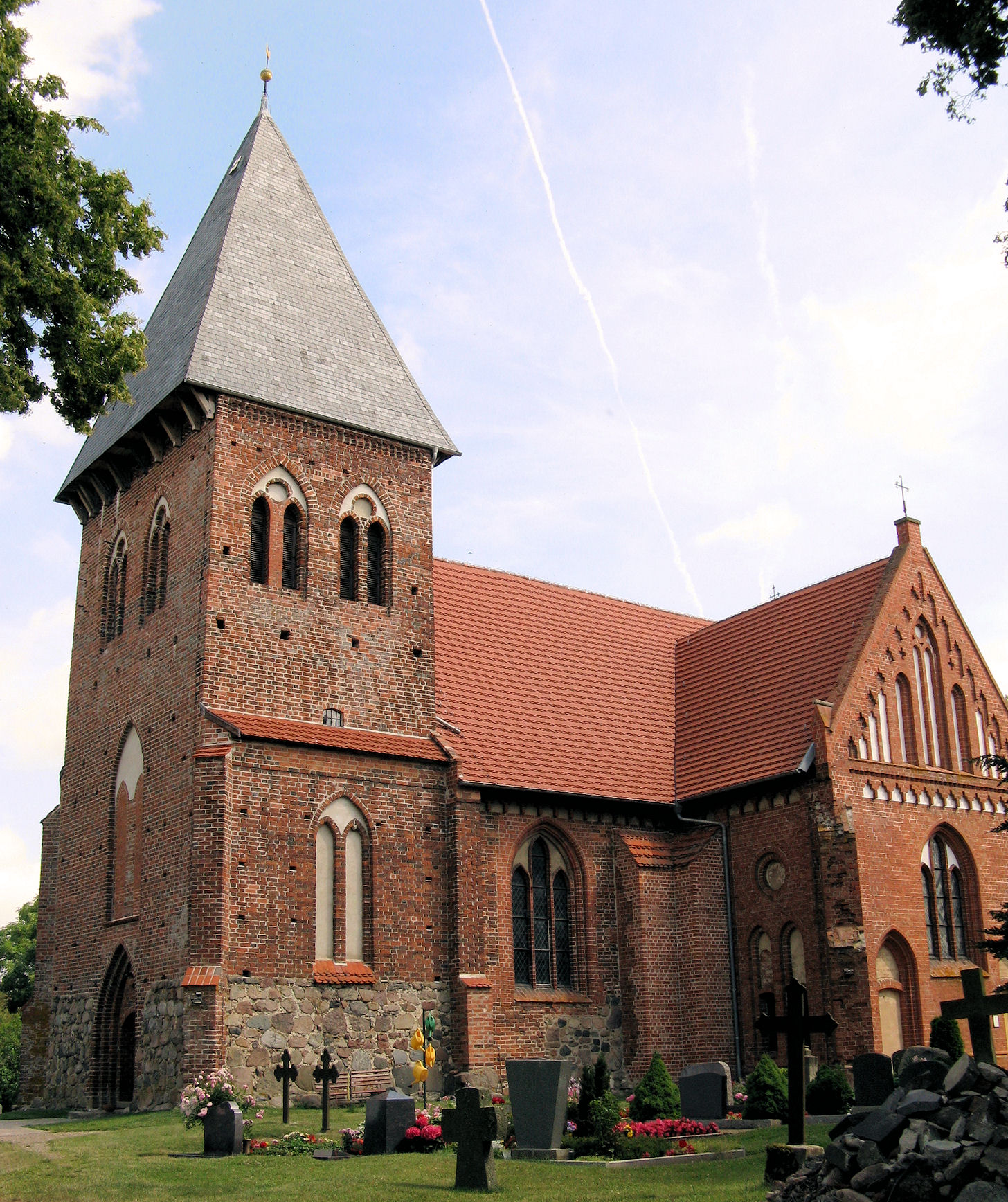